# Edoardo l'Esiliato
Edoardo l'Esiliato (Inghilterra, 1016 – Londra, 1057) fu proclamato erede al trono d'Inghilterra, nel 1057.

## Origine
Era figlio del re d'Inghilterra, Edmondo II Fiancodiferro e di Ealdgyth. Edoardo aveva un fratello, Edmondo, probabilmente gemello.

## Biografia
Alla morte del padre, il 30 novembre 1016, con il fratello gemello Edmondo era il legittimo erede al trono d'Inghilterra. Ma Canuto I il Grande, impadronitosi del trono, consegnò i due bambini e la loro madre Edith, al suo fratellastro, il re di Svezia, Olof III affinché fossero soppressi. Ma Olof non li uccise, li aggregò agli accompagnatori della figlia, Ingigerd che si recava a Kiev per sposare il sovrano della Rus' di Kiev, Jaroslav I il Saggio. Essendo morta la madre, Edith, assai presto (1017), i due bambini furono educati a Kiev, secondo il loro rango.
Dopo che il fratello, Edmondo era morto verso il 1037, Edoardo sposò una principessa, Agata di Kiev, di cui non si conoscono gli ascendenti
Dopo il matrimonio Edoardo si trasferì con la moglie in Ungheria, dove nacquero i suoi figli.
Dopo il 1052, il re d'Inghilterra, Edoardo il Confessore, seppe che il nipote era ancora in vita, allora nominò Edoardo l'Esiliato, in quanto ultimo discendente del Casato dei Wessex suo erede e lo richiamò in Inghilterra, dove arrivò nel 1057, ma non fu mai re d'Inghilterra perché morì improvvisamente due giorni dopo il suo arrivo a Londra. Non si conosce la causa esatta della sua morte, ma la sua presenza in Inghilterra disturbava alcune persone:
- Aroldo Godwinson, potente conte del Wessex e discendente dal re del Wessex, Etelredo I (fratello di Alfredo il Grande che gli successe come re del Wessex, nell'871), che sperava di succedere a Edoardo il Confessore.
- il duca di Normandia, Guglielmo II detto il Bastardo cui nel 1051, quando Edoardo il Confessore non sapeva che il nipote fosse ancora vivo, era stato promessa la successione al trono d'Inghilterra se Edoardo non avesse avuto figli.
- Il re di Norvegia, Harald III Hardråde pretendente al trono d'Inghilterra per un patto tra il re d'Inghilterra, Canuto II l'Ardito e il re di Norvegia, Magnus I (il predecessore di Harald III sul trono di Norvegia).

Comunque alla morte di Edoardo l'esiliato, suo figlio, Edgardo Atheling divenne l'erede al trono d'Inghilterra.
Il 5 gennaio 1066, alla morte del re d'Inghilterra, Edoardo il Confessore, il conte del Wessex, Aroldo Godwinson, divenne re come Aroldo II, spodestando il legittimo erede, Edgardo Atheling, ritenuto troppo giovane, per difendersi dai due pretendenti, il duca di Normandia, Guglielmo II detto il Bastardo ed il re di Norvegia, Harald III.
Il 25 settembre, a Stamford Bridge, Aroldo II sconfisse il re di Norvegia, Harald III, che morì trafitto da una freccia nel collo.
Il 14 ottobre, però Aroldo fu sconfitto, dal duca di Normandia, Guglielmo II detto il Bastardo, ad Hastings, dove Aroldo II fu colpito in un occhio da una freccia e morì.

## Discendenza
Da Edoardo l'Esiliato e da Agata nacquero tre figli:
- Margherita (Ungheria, 1045 - Edimburgo, 16.11.1093), sposò il re di Scozia, Malcolm III Canmore (1031-1093). Santa, fu canonizzata nel 1251.
- Cristina (Ungheria, 1047 - Ramsey, ca.1102), monaca, fu badessa del monastero di Ramsey, in Hampshire.
- Edgardo (Ungheria, 1051 - Scozia?, ca.1130), re d'Inghilterra per poche settimane dopo la battaglia di Hastings (1066).

## Ascendenza
|                           |   |                       | Genitori |  |  | Nonni |  |  | Bisnonni              |  |  | Trisnonni               |  |
|                           |   |                       |          |  |  |       |  |  | Edgardo d'Inghilterra |  |  | Edmondo I d'Inghilterra |  |
|                           |   |                       |          |  |  |       |  |  | Edgardo d'Inghilterra |  |  | Edmondo I d'Inghilterra |  |
|                           |   | Elgiva di Shaftesbury |          |  |  |       |  |  | Edgardo d'Inghilterra |  |  |                         |  |
| Etelredo II d'Inghilterra |   |                       |          |  |  |       |  |  | Edgardo d'Inghilterra |  |  |                         |  |
|                           |   | Elfrida d'Inghilterra | Ordgar   |  |  |       |  |  |                       |  |  |                         |  |
|                           |   | Elfrida d'Inghilterra | Ordgar   |  |  |       |  |  |                       |  |  |                         |  |
|                           |   | Elfrida d'Inghilterra | …        |  |  |       |  |  |                       |  |  |                         |  |
| Edmondo II d'Inghilterra  |   | Elfrida d'Inghilterra |          |  |  |       |  |  |                       |  |  |                         |  |
|                           |   | Thored                | …        |  |  |       |  |  |                       |  |  |                         |  |
|                           |   | Thored                | …        |  |  |       |  |  |                       |  |  |                         |  |
|                           |   | Thored                | …        |  |  |       |  |  |                       |  |  |                         |  |
| Aelfgifu di York          |   | Thored                |          |  |  |       |  |  |                       |  |  |                         |  |
|                           |   | …                     | …        |  |  |       |  |  |                       |  |  |                         |  |
|                           |   | …                     | …        |  |  |       |  |  |                       |  |  |                         |  |
|                           |   | …                     | …        |  |  |       |  |  |                       |  |  |                         |  |
| Edoardo l'Esiliato        |   | …                     |          |  |  |       |  |  |                       |  |  |                         |  |
|                           | … | …                     |          |  |  |       |  |  |                       |  |  |                         |  |
|                           | … | …                     |          |  |  |       |  |  |                       |  |  |                         |  |
|                           | … | …                     |          |  |  |       |  |  |                       |  |  |                         |  |
| …                         | … |                       |          |  |  |       |  |  |                       |  |  |                         |  |
|                           |   | …                     | …        |  |  |       |  |  |                       |  |  |                         |  |
|                           |   | …                     | …        |  |  |       |  |  |                       |  |  |                         |  |
|                           |   | …                     | …        |  |  |       |  |  |                       |  |  |                         |  |
| Ealdgyth                  |   | …                     |          |  |  |       |  |  |                       |  |  |                         |  |
|                           |   | …                     | …        |  |  |       |  |  |                       |  |  |                         |  |
|                           |   | …                     | …        |  |  |       |  |  |                       |  |  |                         |  |
|                           |   | …                     | …        |  |  |       |  |  |                       |  |  |                         |  |
| …                         |   | …                     |          |  |  |       |  |  |                       |  |  |                         |  |
|                           |   | …                     | …        |  |  |       |  |  |                       |  |  |                         |  |
|                           |   | …                     | …        |  |  |       |  |  |                       |  |  |                         |  |
|                           |   | …                     | …        |  |  |       |  |  |                       |  |  |                         |  |
|                           |   | …                     |          |  |  |       |  |  |                       |  |  |                         |  |